# Augochlora alexanderi
Augochlora alexanderi là một loài Hymenoptera trong họ Halictidae. Loài này được Engel mô tả khoa học năm 2003.